# Scharnhauser Bank
Die Scharnhauser Bank eG war eine Genossenschaftsbank mit Sitz im Stadtteil Scharnhausen in der baden-württembergischen Stadt Ostfildern im Landkreis Esslingen. Im Jahr 2024 fusionierte die Bank mit der Bernhauser Bank eG.

## Geschichte
Die Scharnhauser Bank eG wurde am 23. Oktober 1890 in der früher selbstständigen Gemeinde Scharnhausen gegründet.
Im Juni 2024 erfolgte die technische Fusion zwischen der Scharnhauser Bank eG und der Bernhauser Bank eG. Ab diesem Zeitpunkt firmiert die Scharnhauser Bank eG unter dem Namen Bernhauser Bank eG Zweigniederlassung Scharnhausen.

## Geschäftsausrichtung
Die Scharnhauser Bank betrieb das Universalbankgeschäft. Im Verbundgeschäft arbeitete sie mit der DZ Bank, R+V Versicherung, Bausparkasse Schwäbisch Hall, Teambank, VR Leasing,  DZ Hyp und der Union Investment zusammen.

## Geschäftsstellen
Das Geschäftsgebiet lag im Nordwesten des Landkreises Esslingen.
Neben der Geschäftsstelle am Hauptsitz der Bank wurde keine weitere Geschäftsstelle betrieben.